# Teresa Cieślikowska
Teresa Maria Cieślikowska z d. Skibniewska (ur. 1 października 1926 we Lwowie) – polska literaturoznawczyni, profesor nauk humanistycznych, teoretyk literatury.

## Życiorys
Urodziła się w rodzinie Władysława Skibniewskiego i Olgi z Dzieduszyckich. Jej ojciec zaginął po aresztowaniu przez Sowietów 20 września 1939 roku. W roku 1946 zamieszkała wraz z rodziną w Łodzi. Początkowo studiowała bibliotekoznawstwo, a następnie przeniosła się na polonistykę. W 1952 ukończyła studia na Wydziale Humanistycznym Uniwersytetu Łódzkiego, uzyskując na tej uczelni następnie stopień doktora (1964) na podstawie rozprawy Forma rozwojowa w twórczości Teodora Parnickiego. W 1967 Rada Wydziału Humanistycznego UŁ nadała jej stopień doktora habilitowanego, na podstawie rozprawy Warsztat współczesnej prozy narracyjnej. W 1975 uzyskała tytuł profesorski.
W 1958 rozpoczęła pracę na etacie asystenta Wydziału Filologicznego UŁ, od roku 1964 na etacie adiunkta, a od 1968 docenta. W 1973 objęła kierownictwo Zakładu Teorii Literatury, a od 1981 Katedry Teorii Literatury. W latach 1981–1992 kierowała Instytutem Teorii Literatury, Teatru i Filmu. W latach 1975–1989 członkini Komisji Nauk o Literaturze Polskiej PAN. Od 1967 członkini Łódzkiego Towarzystwa Naukowego, od 1979 przewodnicząca Komisji Teorii Literatury i Sztuk. W 1997 przeszła na emeryturę.
Napisała około 100 prac z zakresu teorii literatury i komparatystyki teoretyczno-literackiej. Była promotorką 17 prac doktorskich i 150 magisterskich.
Zamężna (mąż Sławomir Cieślikowski), ma dwoje dzieci (Tomasza i Urszulę).

## Nagrody i odznaczenia
- Krzyż Kawalerski Orderu Odrodzenia Polski
- Medal Komisji Edukacji Narodowej
- Odznaka za zasługi dla województwa łódzkiego
- Odznaka za zasługi dla miasta Łodzi

## Publikacje

### Książki autorskie
- 1965: Pisarstwo Teodora Parnickiego
- 1967: Warsztat współczesnej prozy narracyjnej
- 1970: U podstaw prozy artystycznej XX wieku
- 1995: W kręgu genologii, intertekstualności, teorii sugestii